# Sujeito Homem 2
Sujeito Homem 2 é o segundo álbum de estúdio lançado pelo rapper brasileiro Rappin' Hood. Foi gravado em 2005, em parceria com Trama e sucede Sujeito Homem 1. Contém 16 faixas, a maioria com participação especial, descritas mais abaixo. E também ajudou o Rap a ficar mais conhecido na Música Popular Brasileiro e também ajudou na mistura do samba com o rap.

## Faixas
1. Segunto Ato
2. Us Guerreiro  (com Martin)
3. Disparada Rap (com Jair Rodrigues)
4. Us Playboy
5. Ex - 157
6. Rap du Bom Parte II (com Caetano Veloso)
7. Zé Brasileiro (com Zélia Duncan)
8. Dia de Desfile II - A Apoteose
9. Quantos Morros (com Mário Sérgio)
10. À Minha Favela (com Péricles)
11. Muito Longe Daqui (com Arlindo Cruz)
12. Se Toca (com Dudu Nobre)
13. Axé (com Gilberto Gil)
14. Rap o Som da Paz
15. Tudo o que Eu Preciso (com Maria F.)
16. Eu Tenho um Sonho (com Especial Martin)